# Landshuter Europahütte
Die Landshuter Europahütte (italienisch sowohl Rifugio Venna alla Gerla als auch Rifugio Europa) ist ein Schutzhaus in den Zillertaler Alpen. Die Hütte stellt eine Besonderheit dar, da die Grenze zwischen Italien und Österreich genau durch den Gastraum verläuft.

## Lage und Umgebung
Die Hütte liegt im Tuxer Kamm der Zillertaler Alpen südöstlich des 2999 m hohen Kraxentragers auf einer Höhe von 2693 m s.l.m., knapp unter der 2713 m s.l.m. hohen Friedrichshöhe. Sie liegt somit genau am Alpenhauptkamm, der hier die Grenze zwischen dem österreichischen Bundesland Tirol im Norden und dem italienischen Südtirol im Süden bildet. Talort in Österreich ist Venn, ein Weiler der Gemeinde Gries am Brenner in der Nähe des Brennerpasses, im Süden liegt das zur Gemeinde Pfitsch gehörende Pfitschtal.

## Zustieg
Die Hütte ist von den Pfitscher Weilern Kematen, Platz und St. Jakob in jeweils 3–4 Stunden zu erreichen. Weiters führen Anstiege vom Pfitscher Joch (2,5 Stunden) und von Venn (3–4 Stunden) sowie von Vals (5–6 Stunden) zur Europahütte.

## Tourenmöglichkeiten
Gipfelziele von der Hütte aus sind:
- Kraxentrager (2999 m)
- Wildseespitze (2733 m)
- Wolfendorn (2774 m)

Fernwanderweg:
- Tiroler Höhenweg: Die Hütte ist Zielpunkt der ersten Etappe des Tiroler Höhenwegs, die am Schlegeisspeicher startet.

## Übergänge
- Pfitscher-Joch-Haus (Rifugio Passo di Vizze) über den Landshuter Höhenweg
- Geraer Hütte über Sumpfschartl (2666 m)
- Hochfeilerhütte (2710 m) über Stein (Pfitscher Tal)
- Olpererhütte

## Geschichte

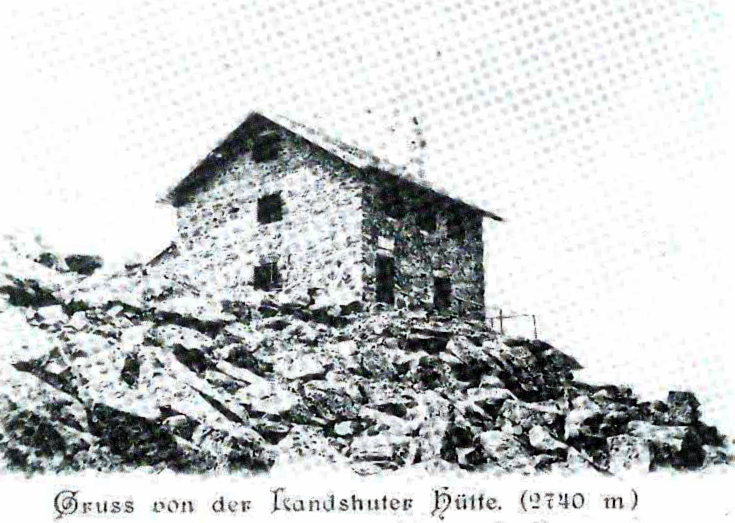
Die ursprüngliche Landshuter Hütte auf einer alten Postkarte

Ab etwa 1890 suchte die Sektion Landshut des Deutschen und Österreichischen Alpenvereins (DuOeAV) nach einem Arbeitsgebiet in den Alpen. Nachdem Pläne im Kaisergebirge 1894 ad acta gelegt wurden, entschied man sich im Juni 1896 aufgrund der durch die Brennerbahn günstigen Verkehrssituation für das Gebiet Wolfendorn-Hühnerspiel als Betätigungsfeld. Gegen Ende des Jahres wurden die Errichtung des Landshuter Höhenweges von Sterzing zum Pfitscher Joch beschlossen und der Standort der Hütte festgelegt. Die Finanzierung der Hütte erwies sich als problematisch, sodass zuerst nur etwa die Hälfte des ursprünglich geplanten Baus in Angriff genommen werden konnte. Darüber hinaus kam es zu weiteren Schwierigkeiten wie einem Streik der Bauarbeiter aufgrund der ungewohnten Höhe und einer Überschreitung der geplanten Baukosten von 11.000 Friedensmark um weitere 6.000 Mark.
Die erste Hütte wurde schließlich im August 1899 eingeweiht und am 6. September dann endgültig fertiggestellt. Die Hütte erwies sich schon schnell als äußerst gut besucht, sodass noch 1899 eine erste Erweiterung beschlossen wurde. In den Jahren 1902 bis 1903 kam es schließlich zu einer bedeutenden Erweiterung, die ein zusätzliches Gastzimmer, eine Veranda, eine Vorratskammer sowie weitere Personalräume beinhaltete. Insgesamt bot die Hütte somit 42 Schlafplätze in 36 Betten und 6 Lagerplätzen. 1905 kam es zu schweren Sturmschäden, der bereits 1906 geplante Bau eines Weges von St. Jakob im Pfitscher Tal dauerte bis 1913. Durch den Beginn des Ersten Weltkriegs war die Hütte ab August 1914 für etwa zehn Jahre unbewirtschaftet. Nach dem Krieg legte die Internationale Grenzregulierungskommission die Grenze mitten durch die Hütte. Nur der östlichste, neueste Hüttenteil verblieb in Österreich und damit bei der Sektion Landshut. Nach einigen ersten Sanierungen in den 1920er Jahren wurde im Sommer 1930 dieser Teil dann durch einen Zubau erweitert.

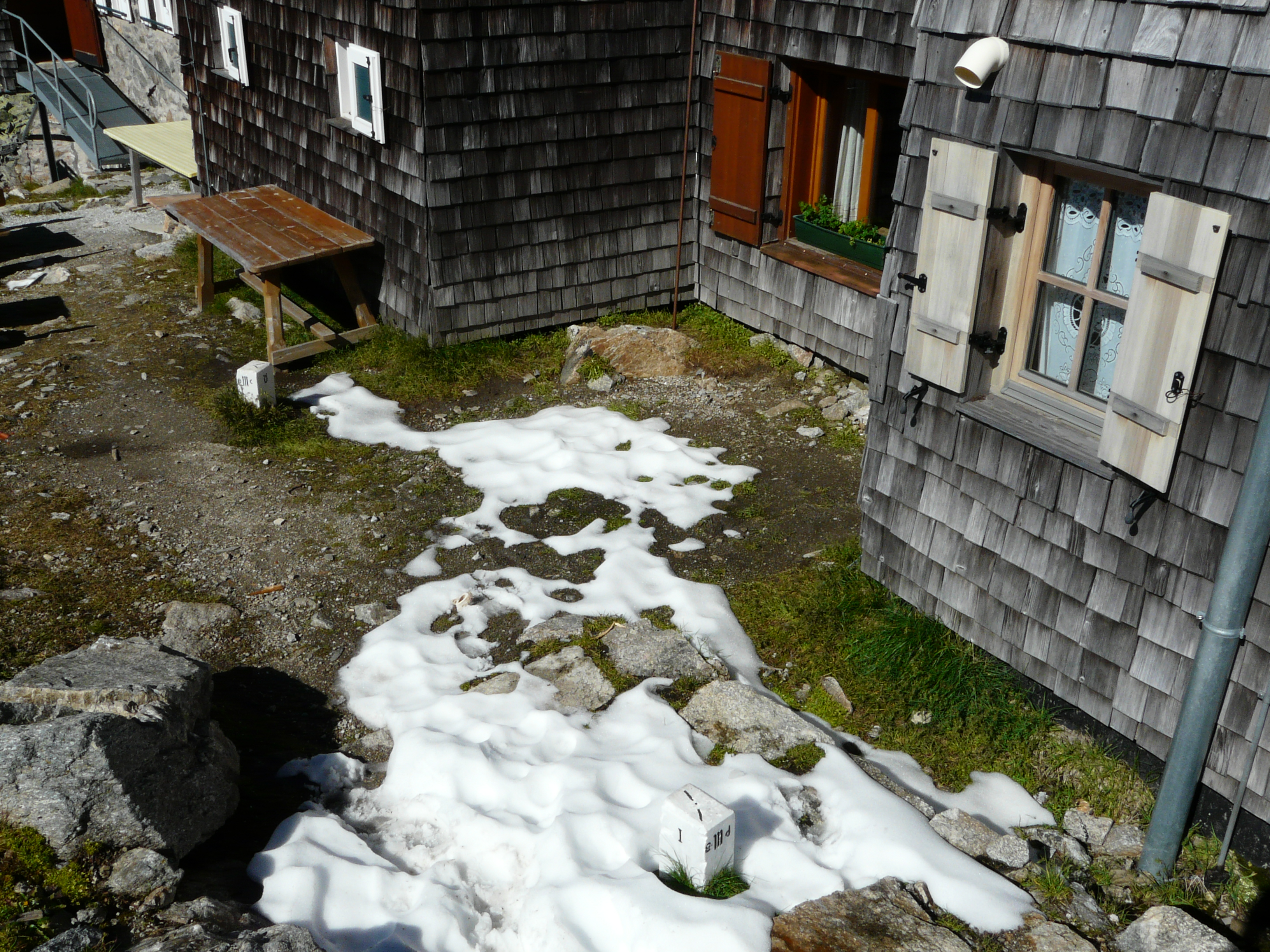
Der an zwei Grenzsteinen erkennbare Grenzverlauf durch die Hütte

Nach dem Zweiten Weltkrieg dauerte es bis 1953, bis nach einer abermaligen Periode des Verfalls mit erneuten Renovierungen des österreichischen Teils begonnen wurde. Während dieser wiedereröffnet wurde, verfiel der italienische Teil zusehends. Aufgrund der schwierigen politischen Situation in Südtirol wurde die Hütte 1966 wieder gänzlich geschlossen. 1972 erfolgte die abermalige Wiedereröffnung des österreichischen Teils. Ab den frühen 1980er Jahren gewann die Idee einer grenzüberschreitenden „Europahütte“ erstmals an Bedeutung. Erste Versuche, auch den italienischen Teil in die Verwaltung durch den DAV einzubeziehen, scheiterten an der komplexen rechtlichen Situation. 1984 konnte schließlich in Zusammenarbeit mit der Sektion Sterzing des Club Alpino Italiano (CAI) eine Lösung gefunden und noch im selben Jahr mit den Arbeiten begonnen werden. 1987 wurde die gemeinsame Bewirtschaftung durch CAI und DAV vertraglich geregelt, am 9. und 10. September 1988 wurde der Abschluss der Bauarbeiten gefeiert. Seitdem wehen auf der Landshuter Europahütte drei Flaggen: die Tiroler, die italienische und die europäische.
Nachdem sich unter anderem Risse im Gebäude gebildet hatten, ergaben im Rahmen eines Interreg-Projekts erstellte Untersuchungen, die 2020 veröffentlicht wurden, dass eine nachhaltige Sanierung aufgrund des instabilen Bodens aussichtslos sei, ein Neubau allerdings möglich. In der Folge beschloss die Südtiroler Landesregierung mit Hinblick auf eine Neuerrichtung 2021, den italienischen Teil der Hütte anzukaufen. 2022 erfolgte die Gründung der Stiftung Europahütte, getragen von den Ländern Tirol und Südtirol sowie der Sektion Landshut des DAV, wobei in den Stiftungsrat auch Vertreter des CAI und des AVS entsandt wurden; Aufgabe der Stiftung ist der Betrieb der Europahütte und die Begleitung des notwendigen Neubaus. Im Jahr 2025 begannen die Bauarbeiten zum Abbruch der alten und zur Errichtung der neuen Hütte.